# Efferia basini
Efferia basini är en tvåvingeart som beskrevs av Wilcox 1966. Efferia basini ingår i släktet Efferia och familjen rovflugor. Inga underarter finns listade i Catalogue of Life.